# NGC 6425
NGC 6425 (другие обозначения — OCL 1033, ESO 455-SC38) — рассеянное скопление в созвездии Скорпион.
Этот объект входит в число перечисленных в оригинальной редакции «Нового общего каталога».